# Захарій Стоянов
Захарій Стоянов (болгар. Захарий Стоянов; архаїчне ім'я Захарий Стоянов) (1850 — 2 вересня 1889), уроджений Джендо Стоянов Джедев (болгар. Джендо Стоянов Джедев), був болгарським революціонером, письменником та істориком.
Учасник Квітневого повстання 1876 року, він став його першим історіографом завдяки своїй книзі «Спогади про болгарські повстання». Стоянов керував об'єднанням Болгарії та Східної Румелії в 1885 році та був одним з лідерів Народно-ліберальної партії до кінця свого життя.